# Habrotrocha stenochlaena
Habrotrocha stenochlaena är en hjuldjursart som beskrevs av De Koning 1947. Habrotrocha stenochlaena ingår i släktet Habrotrocha och familjen Habrotrochidae. Inga underarter finns listade i Catalogue of Life.